# Религиозный опыт
Религиозный опыт (также духовный опыт, мистический опыт) — субъективный жизненный опыт встреч с высшей реальностью, чувство присутствия безграничной тайны в жизни человека, ощущение зависимости от божественной силы или от невидимого порядка вещей, чувство вины и страха перед божьим судом или внутреннее умиротворение в надежде на божественное всепрощение.
Объективное изучение религиозного опыта представляет собой сложную задачу из-за субъективности данного феномена. Однако выявление учёными сходств и различий между различными проявлениями религиозного опыта сделало возможным академические исследования этого предмета.
Религиовед Торчинов Е. А. определял мистический опыт как основу и ядро любой религии. При этом, он подчёркивал, что мистический опыт не обязательно следует существующим религиозным доктринам, но наоборот, сам способен порождать доктрины, религиозно-философские системы и учения. Различия же, между религиозно-философскими системами, в основном, обусловлены социально-культурным контекстом, способами выражения, описания и интерпретации мистического опыта, но не самим этим опытом.
Схожей точки зрения на мистический опыт как источник религиозной жизни человека придерживался историк религий М. Элиаде. Он утверждал, что различные описания мистического опыта обусловлены интерпретациями этого опыта, а не разными независимыми типами мистического опыта.
Многие религиозные и мистические традиции рассматривают религиозный опыт как действительные встречи с Богом или богами, либо действительный контакт с иными реальностями. В науке существуют две точки зрения на религиозный опыт — одна из них состоит в том, что религиозный опыт является функцией человеческого мозга и поддаётся научному изучению, другая считает религиозный опыт теоретической конструкцией, не имеющей научного смысла.
В различных религиозных традициях существуют духовные практики, дающие человеку религиозный опыт и приводящие его в искомые им предельные духовные состояния. Существует множество названий и описаний религиозного опыта, соответствующего предельным духовным состояниям.
- Преодоление ограниченности собственного бытия и слияние с божественным светом (хасидизм);
- Полное разъединение с миром (кайвалья[англ.] в некоторых течениях индуизма, включая санкхью и йогу);
- Освобождение от оков кармы (мокша в сикхизме, джайнизме и индуизме, нирвана в буддизме)
- Постижение истинной природы человека (сатори в дзэн-буддизме, дэ в даосизме);
- Единение с Богом (энозис в неоплатонизме и обожение в христианстве, брахма нирвана в индуизме, фана и бака в суфизме);
- Постижение внутреннего естества (ирфан и фитра в исламе);
- Блаженное переживание подлинной внутренней сути (самадхи или сварупа-авирбхава в индуизме);
- Снятие социальных запретов и возвращение в естественное состояние (дионисийские мистерии[англ.]).

## Определения

### Определение Уильяма Джеймса
Психолог и философ Уильям Джеймс в книге «Многообразие религиозного опыта» описал четыре основные характеристики религиозного/мистического опыта:
- Неизречённость (англ. Ineffable). Самый лучший критерий для распознавания мистических состояний сознания — невозможность со стороны пережившего их подобрать слова для их описания из-за отсутствия слов, способных в полной мере выразить сущность этого рода переживаний.
- Интуитивность (англ. Noetic). Мистические состояния для переживающего их являются особой формой познавания. При помощи этих состояний человек проникает в глубину истин, закрытую для трезвого рассудка. Они являются откровениями, моментами внутреннего просветления, неизмеримо важными для того, кто их пережил, и над чьей жизнью власть их остаётся незыблемой до конца.
- Кратковременность (англ. Transient). За редкими исключениями, они длятся от получаса до двух часов, после чего исчезают, уступив место обыденному сознанию. После их исчезновения трудно воспроизвести в памяти их свойства, однако когда они вновь посещают человека, он узнаёт их.
- Бездеятельность воли (англ. Passive). Хотя мистические состояния можно вызвать произвольно, например, сосредоточением внимания, ритмическими телодвижениями или другим каким-нибудь способом, как только состояние сознания приобрело характерные для данного переживания признаки, мистик начинает ощущать свою волю как бы парализованной или даже находящейся во власти какой-то высшей силы.

### Определение Нормана Хабеля
Известный австралийский теолог Норман Хабель и его коллеги Майкл О’Донахью и Марион Мэддокс определяют религиозный опыт как структурированный путь, на котором верующий в рамках определённой религиозной традиции вступает в отношения со священным, или обретает осведомлённость о священном. Религиозный опыт по самой своей природе выходит за пределы обыденности (трансцендирует). Религиозный опыт в ряде случаев трудно отличить на основе наблюдения от психопатологических состояний (таких, как психоз, см. ещё метемпсихоз) или от других форм изменённых состояний сознания. Не все переживания сверхъестественного относятся к религиозному опыту. Исходя из определения Хабеля, религиозный опыт не включает в себя психопатологические состояния и состояния, индуцированные психоактивными веществами, поскольку эти состояния преимущественно переживаются вне рамок определённой религиозной традиции.
Мур и Хабель выделили два типа религиозного опыта: непосредственный и опосредованный.
- Опосредованный — Опосредованный опыт верующий обретает при помощи вспомогательных средств — таких, как: ритуалы, особые личности, религиозные группы, тотемные объекты или природа.
- Непосредственный — Непосредственный опыт приходит к верующему без какого-либо вмешательства. При этом божество или божественное воспринимается напрямую.

### Определение Ричарда Суинбёрна
Философ и православный богослов Ричард Суинбёрн в своей книге «Вера и разум» сформулировал пять категорий, на которые делится религиозный опыт:
- Публичный — верующий видит деяние длани Господней там, где возможны иные объяснения, например, при созерцании живописного заката
- Публичный — необычайное событие, нарушающее законы природы, например, хождение по водам
- Личный — поддающийся описанию обычным языком, например, лестница Иакова
- Личный — неописуемый обычным языком, обычно это — мистический опыт, например, «белый цвет не перестал быть белым, и чёрный цвет не перестал быть чёрным, но чёрный стал белым и белый стал чёрным».
- Личный — неопределённое, широко распространённое ощущение влияния Бога на чью-либо жизнь.

Суинбёрн также предложил два принципа для оценки религиозного опыта:
- Принцип доверчивости — при отсутствии причин для недоверия следует принимать то, что кажется истинным, например, если кто-либо собственными глазами видит хождение по водам, он должен верить, что это действительно происходит.
- Принцип свидетельства — при отсутствии причин для недоверия следует принимать то, что говорят о религиозном опыте наблюдатели или верующие.

### Классические определения
Нуминозный — германский мыслитель Рудольф Отто (1869—1937) утверждал, что всем разновидностям религиозного опыта вне зависимости от культурной среды присущ один общий фактор, который он определяет как «нуминозный». «Нуминозный» опыт включает, помимо иных аспектов, следующую дихотомию: «mysterium tremendum» — тенденцию вызывать страх и трепет, — и «mysterium fascinans» — тенденцию притягивать, очаровывать и покорять. Отто считал нуминозный опыт единственно возможным религиозным опытом, выражая это в следующих словах: «Нет религии, в которой она [нуминозность] не присутствует как подлинная сокровенная суть, и без неё религия не заслуживает права называться религией». Отто не принимал всерьёз какой-либо иной вид религиозного опыта, например, экстаз и религиозное исступление, и относил их к «преддверию религии».
Экстаз — при экстатических переживаниях человек ощущает, что его Душа или дух покидает тело (см. выход из тела). Содержание экстатических переживаний состоит в путешествиях по иным мирам, в которых приобретается знание о высших реальностях, в том числе и о загробном мире. Этот тип религиозного опыта характерен для шаманов.
Исступление — при исступлении (одержимости) Бог является верующему извне. Святая сила, существо или воля входит в тело или сознание индивида и овладевает им. Людей, восприимчивых к одержимости, иногда называют медиумами. Божество, дух или сверхъестественное существо использует такого индивида для связи с имманентным миром. Льюис утверждает, что экстаз и одержимость по существу представляют собой одно и то же переживание, и экстаз является лишь одной из форм одержимости. Внешнее проявление данного феномена подтверждает эту точку зрения, поскольку шаманы выглядят как одержимые духами медиумы, и хотя они претендуют на способность управлять духами, в ряде случаев шаманы теряют контроль.
Мистический — мистический опыт во многом противоположен нуминозному опыту. При мистическом опыте все различия для адепта исчезают, и он сливается с космосом, божеством или иной трансцендентной реальностью. Британский востоковед Роберт Чарльз Зэнер выделил две разновидности мистического опыта: естественный мистический опыт и религиозный мистический опыт. К естественному мистическому опыту относится, например, слияние со своим глубинным «Я» или переживание единства с природой. Естественный мистический опыт коренным образом отличен от религиозного, поскольку он не привязан к какой-либо традиции, однако он представляет собой духовный опыт, способный оказать глубочайшее воздействие на индивида.
Духовное пробуждение — духовное пробуждение является религиозным опытом, ведущим к самореализации или установлению связи с духовными аспектами бытия. Очень часто духовное пробуждение преображает всю жизнь индивида. Термин «духовное пробуждение» может обозначать любой тип религиозного опыта из весьма широкого спектра, включая рождение свыше в христианстве, околосмертный опыт, а также мистический опыт, включая индуистскую мокшу и буддийское просветление.

## Различие в терминах
В философской и научной литературе существует большое количество разнообразных определений таких понятий как религиозный опыт, мистический опыт, духовный опыт, мистицизм, трансперсональное. При всем богатстве терминов и определений все они описывают субъективый жизненный опыт встреч человека с высшей реальностью.
- При этом, под религиозным опытом, обычно, подразумевается опыт, полученный человеком в рамках следования определённой религии, её канонам и обрядам.
- Под мистическим опытом, обычно, подразумевается опыт прямого личностного общения человека с Богом или Абсолютом. При этом, человек может не придерживаться какой-то определённой идеологии.
- Под духовным опытом , обычно, подразумевается опыт встреч с высшей реальностью, не включающий в себя общение человека с Богом или Абсолютом и не относящийся к определённой религии.

## Объяснения религиозного опыта

### Религиозный опыт с точки зрения материалистического и идеалистического мировоззрения
С точки зрения мировоззрения идеализма религиозный опыт рассматривается как реальное постижение идеи или влияние духа. Возможность сверхъестественного не отвергается и сверхъестественные проявления рассматриваются как причина «настоящего» религиозного опыта. В то же время, некоторый религиозный опыт может оцениваться критически и оцениваться с точки зрения отсутствия сверхъестественных проявлений в нём, несмотря на наличие претензий на это.
В идеалистических и религиозных концепциях религиозного опыта могут выражаться идеи о доступности некоторых или большинства форм религиозного опыта только некоторым личностям, готовым к этому или избранных для этого. Например, распространены идеи о том, что человеческая личность должна быть «„готова“ и „зрела“ для узрения Бога.». Неготовность к приятию этого опыта может рассматриваться с точки зрения духовного уровня человека или его греховности.
В материалистических концепциях религиозного опыта акцент может быть перенесён на связь религиозного опыта с переживаниями и физиологическими явлениями в человеческом организме (результат чувственного опыта), а реальность опыта (сверхъестественная составляющая) оценивается скептически или полностью отвергается.
В материалистических концепциях религиозный опыт может рассматриваться как иллюзия, самообман в большинстве случаев, в то время как в религиозных концепциях возможность самообмана допускается, но не распространяется на все случаи религиозного опыта.

### Религиозные и мистические воззрения

#### В индуизме
Многообразие религиозного опыта в индуизме отражается в огромном количестве внешне непохожих проявлений, однако за всеми этими проявлениями скрывается универсальная мудрость — постижение Брахмана. Древнейшие описания индуистского религиозного опыта приведены в Ведах и Упанишадах, где они изложены от лица древних мудрецов (риши), созерцавших богов и иные миры, и жрецов, находившихся под воздействием священного напитка сома. В Йога-сутрах Патанджали описаны техники медитации, позволяющие достичь состояния самадхи, ведущего к окончательному освобождению от страданий этого мира — кайвалье. Тесно связана с практикой йоги традиция тантры, в многочисленных текстах которой подробно обсуждается значение и роль религиозного опыта. Религиозный опыт также описывается в Махабхарате и Рамаяне. Одно из наиболее известных и важных для индуизма описаний религиозного опыта содержится в Бхагавад-гите.
Личный религиозный опыт всегда играл огромную роль в индуизме, чему способствовал высокий статус психотехники в культуре Индии. Однако догматическое почитание Вед в индуизме несколько принижает ценность йогического опыта вне его соотнесения с доктриной, заданной Ведами. Хотя йогический гносис (джняна) в Индии зачастую рассматривался как высшая форма познания, ссылки на йогический опыт в ходе философских диспутов были запрещены как по причине его неизречённости, так и вследствие возможности различных интерпретаций этого опыта в терминах и доктринах любой из дискутирующих школ.

#### В буддизме
Буддизм имеет тесные исторические и культурные связи с индуизмом, но значительно расходится с индуизмом в вопросах, связанных с религиозным опытом. Его главное отличие от индуизма состоит в том, что в основе буддийского учения лежит религиозный опыт одного человека — Сиддхартхи Гаутамы, прозванного Буддой по причине переживания им этого опыта. Последователи Будды стремились пережить тот же религиозный опыт, что и он. Именно психотехника и йогический опыт всегда играли определяющую и доминирующую роль в буддизме. По мере развития буддизма и возникновения множества буддийских школ в основу того или иного направления ложились именно результаты созерцания, и именно они становились критериями его истинности. При этом следует учитывать, что ни одна буддийская система никогда не рассматривалась самими буддистами в качестве учения, возвещающего истину в последней инстанции. Буддийский взгляд состоит в том, что истина не может быть постигнута дискурсивно, описана в категориях дискурсивного мышления и быть выражена средствами дискурса. Это отношение к доктрине и к философии ясно выражено в буддийских текстах. Например, две ведущие школы махаяны — мадхьямика (шуньявада) и йогачара (виджнянавада) — оценивались последователями буддизма сугубо прагматически с точки зрения их полезности для духовного совершенствования разных типов личности. Мадхьямика, категорически отвергавшая любой субстанционализм и провозглашавшая пустотность не только личности (пудгала), но и составляющих личность элементов (дхарм), считалась наиболее подходящим средством излечения психики для людей, привязанных к собственному «я», тогда как йогачара, отвергавшая внеположность сознанию образующих содержание опыта данных, рекомендовалась людям, привязанным к внешним вещам. При таком подходе вопрос о том, что «истиннее на самом деле», оказывается некорректным, поскольку истина выражается не в теории, а переживается в йогическом опыте.

#### В суфизме
Хотя все мусульмане верят, что они идут к Богу и приблизятся к нему в раю после смерти и Судного дня, суфии считают возможным ещё при жизни стать ближе к Богу и испытать единение с ним.
Духовный путь суфиев состоит из трёх этапов в соответствии с традицией, опирающейся на слова Мухаммеда: «Шариат — мои слова, тарикат — мои дела, хакикат — мои внутренние состояния». Шариат, тарикат и хакикат взаимосвязаны.
Тарикат, путь познания Бога, описывают как «путь, который исходит из шариата, на широкой дороге он называется шар, на тропинке — тарик». Мистический опыт недостижим без предварительного ревностного выполнения налагаемых шариатом ограничений. Однако тарикат — это узкий путь, по которому идти труднее. Он ведёт адепта, именуемого «салик» (путник), в странствие «сулук», через разные стоянки («макам»), до достижения конечной цели, именуемой «таухид» — веры в единство и единственность Аллаха.

#### В христианском мистицизме
Христианский мистицизм стремится путём подражания Христу постичь духовные истины, недоступные для интеллекта. Англиканский священник Уильям Ральф Индж разделяет «лестницу совершенства» (лат. scala perfectionis) на три стадии: «очистительную» или аскетическую, «просветляющую» или созерцательную, и «объединительную», на которой можно узреть Бога.
Третья стадия в некотором смысле означает слияние с Богом. Она может протекать по-разному, но в первую очередь ассоциируется с божественной любовью в соответствии со словами из Первого послания Иоанна: «Бог есть любовь, и пребывающий в любви пребывает в Боге, и Бог в нём». Одни толкования классического мистицизма считают первые две стадии подготовкой к третьей, тогда как другие утверждают, что все три стадии пересекаются и переплетаются.

#### В исихазме
Исихазм представляет собой духовную практику, основанную на заповеди Христа из Евангелия от Матфея «войди в комнату твою и, затворив дверь твою, помолись Отцу твоему, Который втайне», и состоящую в уходе в себя путём прекращения деятельности чувств с целью познать Бога.
В XIV веке возможность постижения Бога была оспорена монахом Варлаамом из Калабрии, который, хотя формально и принадлежал к православной Восточной Церкви, получил схоластическое образование и критиковал исихазм, основываясь на рационалистической философии. Григорий Палама выступил в защиту исихазма, и после длительной богословской дискуссии учение Варлаама было осуждено Восточной Церковью как еретическое.
Основная практика исихазма состоит в умном делании, то есть в постоянном повторении Иисусовой молитвы: «Господи Иисусе Христе, Сыне Божий, помилуй мя грешнаго». При этом исихасты использовали Иисусову молитву просто как последовательность слогов, несущую глубинный мистический смысл, и не придавали значения её буквальной трактовке. Е. А. Торчинов указывает, что практика постоянной молитвы, предполагающей повторение божественных имён, является универсальной для различных религий. Огромную роль в эффективности её использования для достижения религиозного опыта играет установка сознания, выражающаяся в вере в сакральность произносимого имени и в сотериологическую эффективность его повторения.

#### В неоплатонизме
Неоплатонизм представляет собой современный термин для обозначения религиозной и мистической философии, сформировавшейся в III веке на основе платонизма.
Неоплатонизм постулирует, что душа должна вернуться к высшему Благу тем же путём, каким она низошла из него. Прежде всего ей нужно вернуться к самой себе. Это достигается практикой добродетели, нацеленной на уподобление Богу и ведущей к Богу. Практика аскезы делает человека более духовным и стойким существом, освобождая его от грехов. Но стать безгрешным недостаточно, поскольку конечная цель состоит в слиянии в Богом (энозис). Эта цель достигается созерцанием первозданного Сущего — Единого (Блага), — в мистическом экстазе.
Душа может постичь первозданное Сущее и приблизиться к нему лишь в состоянии полного покоя и смирения. Поэтому ей необходимо пройти через духовную подготовку. Начав с созерцания материальных вещей, душа уходит внутрь себя и погружается в глубины, откуда для неё становится достижимым мир идей (нус). Но и там она не находит Единое. Путём концентрации и напряжения, пребывая в тишине и забыв обо всех вещах, душа обретает способность созерцать Бога, основу бытия, источник всех существ, начало души. В этот момент она испытывает высочайшее неописуемое счастье, слившись с божественным и купаясь в сиянии вечности. Порфирий сообщает, что Плотин за время их шестилетнего общения четыре раза пережил мистическое единение с Богом.

### История современных научных и религиозных воззрений
Термин «религиозный опыт» получил широкое распространение в науке после выхода в 1902 году книги Уильяма Джеймса «Многообразие религиозного опыта». Однако исследования данного предмета в западной теологии начались на много столетий раньше — отправной точкой осмысления религиозного опыта в теологии учёные считают труды Блаженного Августина (V век). В западной философии религиозный опыт стал самостоятельным предметом исследования примерно во второй половине XIX века.
В XVIII—XX веках несколько весьма влиятельных западных мыслителей выдвинули идею о том, что религия и религиозные верования могут основываться на религиозном опыте. Иммануил Кант полагал, что нравственный императив оправдывает религиозные верования, а Джон Уэсли утверждал, что религиозный опыт приверженцев методизма стал основой этого религиозного движения как образа жизни. В XIX столетии Фридрих Шлейермахер и Альбрехт Ричль развили и расширили воззрение, согласно которому человеческий опыт (моральный и религиозный) оправдывает религиозные верования.
Позднее такой религиозный эмпиризм стал в высшей степени проблематичным и в период между двумя мировыми войнами был отвергнут Карлом Бартом. Тем не менее, в XX веке оправдание религиозных верований на основании религиозного и морального опыта сохранило своё влияние. В частности, приверженцами либеральной теологии были такие известные учёные, как Чарльз Коулсон и Чарльз Рэйвен.
В XX—XXI вв. мистический опыт испытывали многие выдающиеся учёные, и это оказало значительное влияние на их научные воззрения. Южноафриканский философ Джон Финдли в своей книге «Логика мистицизма» выразил важность исследований мистического опыта в следующих словах: 

 Мистические высказывания отражают очень своеобразный и важный способ смотреть на вещи, который является столь же определённым и характерным, как любой другой…

Это мистическое мировосприятие, далеко не будучи особым даром странных людей, именуемых мистиками, скорее составляет часть опыта большинства людей во все времена, подобно тому как представления о горизонте и открытом небе входят в большинство обычных представлений о мире. На горизонте объекты становятся неясными или сильно вытянутыми, параллельные линии сходятся, и так далее; точно так же в мистических областях опыта некоторые вещи выглядят и ведут себя совсем не так, как в ближних или средних пределах опыта… Есть люди, у которых из-за неспособности к математике развивается отвращение ко всему этому предмету, и есть люди, у которых сходное отвращение развивается из-за неспособности к мистицизму, однако отсюда не следует, что та или иная из этих способностей не представляет собой разновидность обычного человеческого дарования, которое выражается в своеобразном типе высказываний и дискурса, по существу, с такой закономерностью, что заслуживает названия «логики».
В настоящее время в Институте философии Российской Академии Наук ведутся исследования, касающиеся влияния религиозного опыта на генезис и структуру науки.

## Современные академические исследования религиозного опыта
Вслед за теологами и философами религиозный опыт стали исследовать представители различных отраслей науки — религиоведы, психологи, историки, антропологи, социологи и др.
В психологии религии изучение религиозного опыта, начатое Уильямом Джеймсом с анализа причин и влияния на человека его обращения в веру, мистических переживаний, праведности и молитвы, продолжилось учёными путём исследования глоссолалии, религиозного содержания снов, медитации, влияния религиозного убеждения и ритуала, изменённых состояний сознания, влияния исповеди, влияния оккультных и культовых феноменов, употребления наркотических средств с целью вызова религиозных переживаний, религиозных влияний в области психопатологии. Психология религии также иногда исследует парапсихологические феномены, но основное внимание она всё же делает на таких формах религиозного опыта, как молитва, обращение в веру, мистические переживания, отправление религиозных обрядов и участие в религиозных общинах и культах.
Психологи широко используют статистические методы изучения религиозного поведения и состояний сознания и интерпретацию данных, полученных с помощью анкетирования и опросов. Одна из главных целей психологии религии состоит в выявлении тех воздействий, которые религиозный опыт оказывает на поведение индивидов и групп, то есть изучение взаимодействия личностных и социальных факторов. При этом, однако, возникают трудности, связанные с невозможностью полноценного перевода внутренних переживаний личности на язык научных понятий или даже обыденного общения. Данные массовых опросов и попытки экспериментального физиологического исследования мистических состояний также дают достаточно бедные сведения. Основная проблема при изучении религиозного опыта состоит в том, что он с трудом поддаётся процедуре формализации.
Исследователи предполагают, что трудности исследования религиозного опыта могут быть преодолены также и при помощи менее распространённых подходов, таких как аналитическая психология и трансперсональная психология. Кроме того, возлагаются надежды на продвижение исследований религиозного опыта в новой междисциплинарной области — нейротеологии, изучающей взаимосвязь религиозных переживаний с деятельностью головного мозга.

## Средства вызова религиозных переживаний
Существуют разнообразные способы достижения состояний сознания, присущих религиозному опыту. Во многих религиозных текстах описаны медитативные техники, ведущие к религиозным переживаниям. Тексты йоги и тантры упоминают особые методы, ведущие к определённым типам религиозного опыта, в том числе: физические упражнения, этические предписания, рекомендации по питанию, психотехнические процедуры. Традиция Мантра Марги (Путь мантры) подчёркивает особую важность постоянного повторения вслух или про себя особых мантр, полученных от учителя. Существует множество практик, использующих янтры. В число методов достижения религиозных переживаний, не ограниченных рамками какой-либо религиозной традиции входят следующие:
- Медитация
- Молитва
- Музыка[43]
- Танец, в том числе:
  - Сама
- Пост
- Интенсивная боль, например, при:
  - умерщвлении плоти[англ.][44]
- Сексуальное возбуждение,[45]
- Использование энтеогенов, в том числе:
  - Аяуаска (Диметилтриптамин)[46]
  - Бханг (Каннабиноиды)
  - Шалфей предсказателей (Сальвинорин A)[47]
  - Лофофора Уильямса (Мескалин)[48]
  - Psilocybe cubensis (Псилоцибин)[49]
  - Мухомор красный (Мусцимол)[50]

В качестве причин религиозных переживаний выступают также психологические или нейрофизиологические аномалии, например:
- Глубокая депрессия[51] или Шизофрения
- Височная эпилепсия[52]
- Инсульт[53]
- Околосмертный опыт[54]
- Возбуждение нейронов определённых частей мозга, например, переменным магнитным полем[55]

В авраамических религиях попытки искусственным путём вызвать религиозные переживания, достижения вдохновения или откровения от духовной силы могут оцениваться отрицательно (связываться с демонизмом и спиритизмом) и противопоставляться «истинному» духовному опыту.